# DuPont
DuPont (E. I. du Pont de Nemours and Company) é uma empresa multinacional americana e a segunda maior empresa química do mundo em termos de volume de capital, e a quarta em termos de receita. Tem sede em Wilmington, no estado do Delaware.
Foi fundada em julho de 1802, pelo francês Eleuthère Irénée du Pont, como uma fábrica de pólvora. A empresa teve nos anos 30 uma controversa ligação com o fascismo para combater os sindicatos da época.

## Reconhecimento
Eleita por oito vezes consecutivas a Empresa Mais Admirada do Setor Químico pela pesquisa feita pela revista Carta Capital e instituto InterScience.